# Cabo Matxitxako

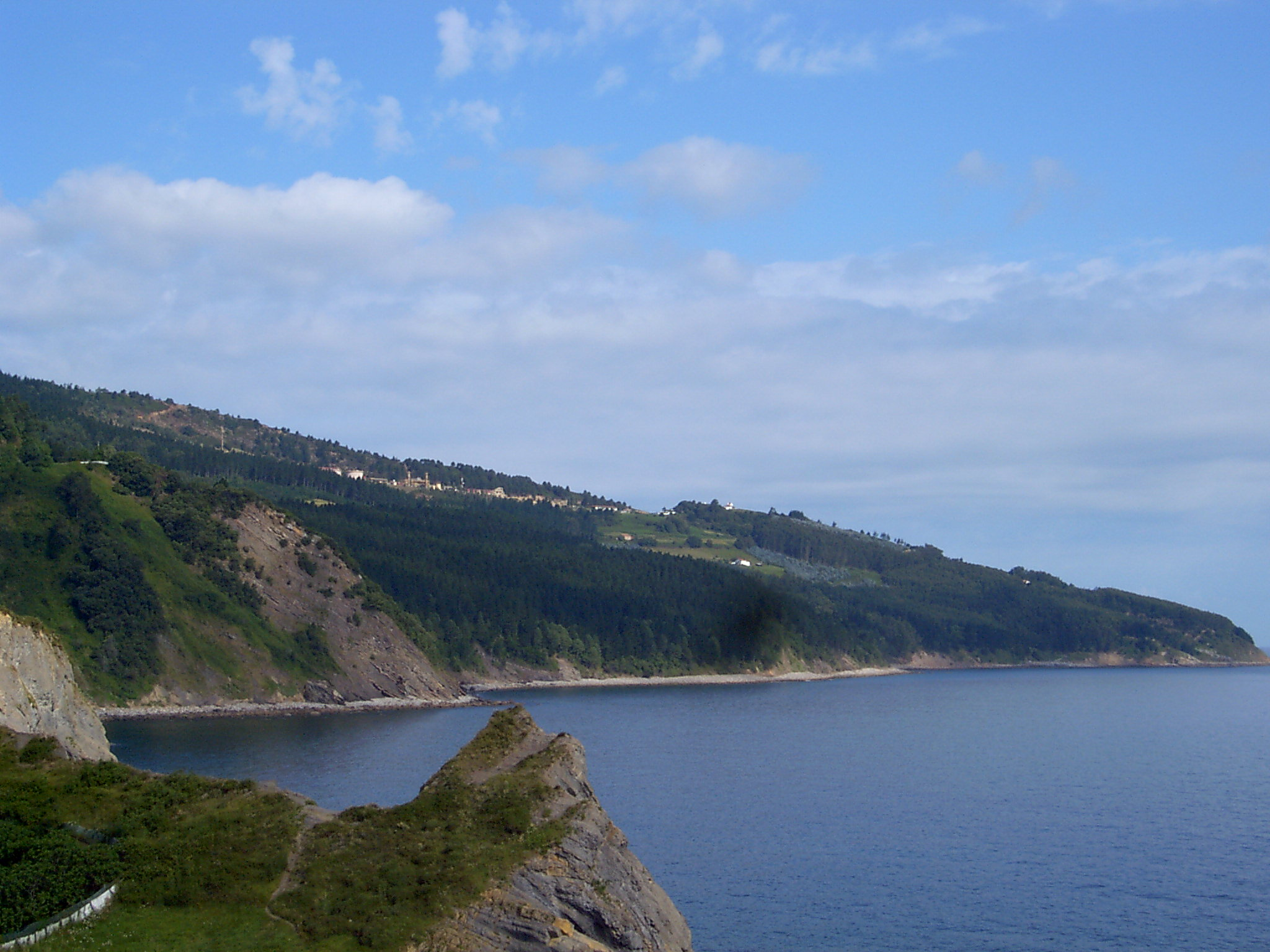
Vista do cabo Matxitxako

O cabo Matxitxako (ou Machichaco em castelhano) é um cabo do mar Cantábrico situado na província de Biscaia, Comunidade autónoma do País Basco (Espanha). O cabo fica no final da ladeira do monte Sollube e forma parte do município de Bermeo, junto de Gaztelugatxe. 